# Spielvereinigung 1916 Erkenschwick
La SpVgg Erkenschwick è una società calcistica tedesca, con sede a Oer-Erkenschwick, nella Renania Settentrionale-Vestfalia.

## Storia
Fondata come Sportverein Erkenschwick nel 1916, si unì alla Emscher-Lippe-Spielverband per formare la Sportfreunde Erkenschwick nel 1918, che si fuse quindi con la Turn- und Leichtathletikverein TV Erkenschwick nel 1921 per dare vita alla società TuS 09 Erkenschwick. La sezione calcistica si separò e con la Blau-Weiss Oer creò la SpVgg Erkenschwick.
Fra il 1943 ed il 1953 giocò ad alto livello, prima nella Gauliga Westfalen (fino alla fine della Seconda guerra mondiale) e poi nella Oberliga West (I) nell'immediato dopoguerra.
Negli anni '70, '80 e '90 l'Erkenschwick ha sempre disputato il campionato di terza divisione, a parte tre stagioni in 2. Bundesliga (1974–75, 1975–76 e 1980–81). A cavallo del 2000 è quindi scesa in quarta e poi quinta serie, per poi essere ulteriormente retrocessa nella Verbandsliga Westfalen (VI).

## Palmarès
- Verbandsliga Westfalen Nordost (IV): 1965, 1967, 1968
- Verbandsliga Westfalen (III): 1980, 1987
- Verbandsliga Westfalen Südwest (V): 2004